# Dominikanski znakovni jezik
Dominikanski znakovni jezik (Lengua de signos dominicana; ISO 639-3: doq), znakovni jezik gluhih osoba Dominikanske Republike, kojim se danas služi nepoznati broj osoba, od kojih mnogi njime ne vladaju tečno. Mnoge osobe koriste se domaćim znakovima. Leksička sličnost iznosi 85%–90% s američkim znakovnim jezikom [ase].
Broj gluhih osoba u zemlji iznosi preko 470 000

## Vanjske poveznice
- Ethnologue (14th)
- Ethnologue (15th)